# Siphamia brevilux
Siphamia brevilux is een straalvinnige vissensoort uit de familie van de kardinaalbaarzen (Apogonidae). De wetenschappelijke naam van de soort is voor het eerst geldig gepubliceerd in 2012 door Gon & Allen.